# Sotira
Sotira (em grego:  Σωτήρα) é uma cidade localizada no distrito de Famagusta, Chipre. Com população de 5,474 habitantes pelo censo de 2011.